# عبدالحمید مهری
عبدالحمید مهری (عربی: عبد الحميد مهري؛ زاده ۳ آوریل ۱۹۲۶ – درگذشته ۳۰ ژانویهٔ ۲۰۱۲) سیاستمدار الجزایری بود که به خاطر عقایدش به ملی‌گرایی عرب شناخته شده‌است.

## زندگی سیاسی
وی در تاریخ ۳ آوریل ۱۹۲۶ در شهر قسنطینه متولد شد، در اولین سال رفتن به مدرسه به‌دنبال فراگیری قرآن کریم بود. وی بعدها به حزب مردم الجزایر پیوست و سپس به جنبش آزادی برای پیروزیهای درآمد.
او در نوامبر ۱۹۵۴ دستگیر شد تا آوریل سال ۱۹۵۵ در زندان به سر برد. ماه‌ها بعد از آزادی به عضویت جنبش آزادی‌بخش ملی در خارج از کشور درآمد و به عنوان شورای ملی عضو انقلاب الجزایر خدمت می‌کرد، و پس از آن در کمیته هماهنگی و اجرایی شرکت می‌کرد، زمانی که دولت موقت تشکیل شد او به عنوان وزیر در آفریقای شمالی وارد خدمت شد، و سپس به عنوان وزیر امور اجتماعی و فرهنگی انتخاب شد.

## دبیرکل
با این حال، مهم‌ترین موقعیت عبدالحمید پست دبیرکل حزب جبهه آزادی‌بخش ملی بین سال‌های ۱۹۸۸ و ۱۹۹۶ بود و به دلیل مرحله حساس که الجزایر در آن قرار گرفته بود، پس از ۲۶ سال سلطه از زندگی سیاسی جبهه آزادیبخش ملی وارد کثرت‌گرایی سیاسی شود.
عبدالحمید به دلیل آشنایی به تروریسمی که الجزایر پس از انتخابات ۱۹۹۱ فرا گرفته بود از آشتی ملی طرفداری می‌کرد که بتواند به سیطره جبهه آزادیبخش بر حیات سیاسی الجزایر پایان دهد.

## خروج از زندگی سیاسی
عبدالحمید از سمت دبیرکل حزب جبهه آزادیبخش ملی در سال ۱۹۹۶ برکنار شد از سیاست کناره‌گیری کرد، اما برای تغییر و انتقال صلح‌آمیز قدرت به روزهای آخرش از طریق سخنرانی‌ها و انجمن‌هایی که در آن مشارکت داشت، باقی ماند.
او نامه‌ای را به عبدالعزیز بوتفلیقه رئیس‌جمهور الجزایر دربارهٔ وضعیت سیاسی کشور فرستاد.
در نامه، او خواستار ایجاد یک نظام دموکراتیک واقعی شد که قادر به حل مشکلات کشور و تسریع در رفع تمام محدودیت‌هایی است که محدود به آزادی بیان می‌شوند.

## درگذشت
عبدالحمید مهری صبح روز دوشنبه ۳۰ ژانویه ۲۰۱۲ در سن ۸۵ سالگی پس از هفته‌ها جنگ با بیماری در بیمارستان نظامی الینججا در پایتخت الجزایر فوت کرد. عبدالحمید مهری در قبرستان سیدی یحیی در پایتخت با حضور شخصیتهای ملی وسیاسی تشییع جنازه شد.